# El Retiro, Jalpan
El Retiro är en ort i Mexiko.   Den ligger i kommunen Jalpan och delstaten Puebla, i den sydöstra delen av landet, 180 km nordost om huvudstaden Mexico City. El Retiro ligger 178 meter över havet och antalet invånare är 217.
Terrängen runt El Retiro är huvudsakligen kuperad, men åt nordväst är den platt. El Retiro ligger nere i en dal. Runt El Retiro är det ganska tätbefolkat, med 134 invånare per kvadratkilometer. Närmaste större samhälle är Venustiano Carranza, 11,7 km nordost om El Retiro. Omgivningarna runt El Retiro är en mosaik av jordbruksmark och naturlig växtlighet.